# 864 Aase
864 Aase
864 Aase là một tiểu hành tinh ở vành đai chính, thuộc nhóm tiểu hành tinh Flora. Nó được xếp loại tiểu hành tinh kiểu S.
Tiểu hành tinh này do K. Reinmuth phát hiện ngày 30.9.1921 ở Heidelberg, và được đặt theo tên Aase, nhân vật trong vở kịch Peer Gynt của Henrik Ibsen.